# Concerti di Jean-Michel Jarre
Lista dei concerti tenuti da Jean-Michel Jarre nella sua carriera

## AOR Opera
- 21 ottobre 1971
- Opéra di Parigi, Opéra Garnier, Parigi, Francia
- Spettatori: 2.000

La prima opera elettro-acustica chiamata "AOR". Jarre diventò il più giovane produttore a vedere uno di questi lavori rappresentati al teatro dell'Opéra di Parigi. Fu la prima volta che la musica elettronica venne rappresentata in teatro, e Jarre dovette dipingere d'oro le sue casse audio perché fossero colorate come la scenografia del teatro. Suonò insieme al Balletto dell'Opéra di Parigi e al coreografo Norbert Schmucki.

## Place de la Concorde
- 14 luglio 1979
- Place de la Concorde, Parigi, Francia
- Spettatori: 1 milione
- Primo ingresso nel Guinness World Records.

## The Concerts in China
- 21 e 22 ottobre 1981 a Pechino, 26 e 28 ottobre 1981 a Shanghai, Cina
- Totale spettatori: 120.000
- Primo musicista di origini occidentali a suonare in Cina

## Rendez-vous Houston
- 5 aprile 1986
- Houston, USA
- Spettatori: 1,5 milioni
- Secondo ingresso nel Guinness World Record.

## Rendez-Vous Lyon
- 5 ottobre 1986
- Lione, Francia
- Spettatori: 800.000

## Destination Docklands
- 8 e 9 ottobre 1988
- Docklands, Londra, Inghilterra
- Spettatori: 200.000 paganti

## Destination Trocadero
- 13 maggio 1989
- Place Du Trocadero, Parigi, Francia
- Spettatori: 15.000
- Jarre eseguì London Kid con Hank Marvin come brano conclusivo del concerto per il centenario della Torre Eiffel.

## Paris La Défense
- 14 luglio 1990
- Parigi, Francia
- Spettatori: 2,5 milioni
- Terzo ingresso nel Guinness World Record

## Swatch the World
- 25 e 26 settembre 1992
- Zermatt, Svizzera
- Spettatori: 100.000

Per celebrare la vendita di 100 milioni di orologi Swatch, Jarre tenne due concerti nel paese svizzero di Zermatt. Il nuovo brano "Une Alarme Qui Swingue" fu pubblicato poi come Chronologie 4.

### Lista tracce
- "Swatch Countdown"
- "Une Alarme Qui Swingue Overture"
- "Equinoxe 4"
- "Revolutions"
- "Zoolookologie"
- "Oxygene 4"
- "Magnetic Fields 2"
- "Rendez-Vous 2"
- "Une Alarme Qui Swingue"

## The Legend of the Lost City
- 1º, 2 e 3 dicembre 1992
- Sun City, South Africa
- Spettatori: 15.000 (45.000 in totale)

Jarre fu invitato alla celebrazione inaugurale del Palazzo della Città Perduta, un hotel situato a Sun City in Sudafrica. Furono tenuti tre concerti, con 15.000 spettatori per ognuno.

### Lista tracce
- "Lost City"
- "Eldorado"
- "Equinoxe 4"
- "Oxygene 4"
- "Magnetic Fields 2"
- "Volcanic Dance"
- "Wooloomooloo"
- "Rendez-Vous 2"
- "Rendez-Vous 4"

## Europe in Concert
- 1993
- Spettatori: 660.000

Jarre partì per un tour europeo nel 1993 dopo la pubblicazione di Chronologie. La prima data si tenne a Mont Saint-Michel e il tour si chiuse a Tours. In totale, 660.000 persone assistettero all'evento, e alla fine del tour fu pubblicata una videocassetta della data di Barcellona. Alcuni brani registrati durante i concerti vennero usati nell'album Hong Kong.

### Date del tour
- 28 luglio: Mont Saint-Michel, Francia
- 1º agosto: Losanna, Svizzera
- 19 agosto: Budapest, Ungheria
- 24 agosto: Bruxelles, Belgio
- 28 agosto: Londra, UK, Wembley Stadium
- 1º settembre: Manchester, UK
- 5 settembre: Marsiglia, Francia
- 11 e 12 settembre: Berlino, Germania, Waldbühne
- 21 settembre: Montauban, Francia
- 24 settembre: Versailles, Francia
- 29 settembre: Santiago di Compostela, Spagna
- 2 ottobre: Siviglia, Spagna
- 6 ottobre: Barcellona, Spagna
- 16 ottobre: Tours, Francia

### Lista tracce
(La lista tracce variava di concerto in concerto, ma i brani eseguiti furono i seguenti)
- "Chronologie 1"
- "Equinoxe 4"
- "Chronologie 2"
- "Chronologie 3"
- "Chronologie 4"
- "Chronologie 5"
- "Digisequencer"
- "Chronologie 6"
- "Chronologie 7"
- "Magnetic Fields 2"
- "Chronologie 8"
- "Band in the Rain"
- "Oxygene 4"
- "Rendez-Vous 4"
- "Rendez-Vous 2"
- "Chronologie 4" (encore)

## Hong Kong
- 11 marzo 1994
- Hong Kong, Cina
- Spettatori: 50.000

Jarre fu invitato ad all'inaugurazione di un nuovo stadio ad Hong Kong l'11 marzo 1994. Il concerto richiamò 50.000 persone. Un album live dal titolo omonimo fu poco dopo l'evento, benché gran parte dei brani dell'album fossero stati registrati durante il tour Europe in Concert.

### Lista tracce
- "Chronologie 2"
- "Equinoxe 4"
- "Souvenir of China"
- "Chronologie 4"
- "Oxygene 4"
- "Chronologie 6"
- "Chronologie 3"
- "Magnetic Fields 2"
- "Chronologie 8"
- "Digisequencer"
- "Band in the Rain"
- "Fishing Junks at Sunset"
- "Rendez-Vous 4"
- "Chronologie 4" (encore)

## Concert pour la Tolérance
- 14 luglio 1995
- Parigi, Francia
- Spettatori: 1,25 milioni

Il 14 luglio 1995 Jarre tenne un concerto di fronte alla Torre Eiffel per celebrare il Giorno della Bastiglia, il 50º anniversario della nascita dell'UNESCO e il "giorno della tolleranza" proclamato dall'UNESCO stessa. 1.25 milioni di persone assistettero all'evento, da cui fu tratto un laserdisc.

### Lista tracce
- "Chronologie 6"
- "Revolutions"
- "Chronologie 3"
- "Equinoxe 7"
- "Souvenir of China"
- "Chronologie 4"
- "Magnetic Fields 1"
- "Ethnicolor"
- "Vivaldi Tribute"
- "Industrial Revolution"
- "Band in the Rain"
- "Oxygene 4"
- "Digisequencer"
- "Eldorado"
- "Calypso 1"
- "Rendez-Vous 4"

## Festa Italiana
- 10 settembre 1995
- Piazza Vittorio Veneto, Torino, Italia
- Spettatori: 300.000

Jarre eseguì Chronologie 4 e Fourth Rendez-Vous allo show per il lancio della gamma Brava&Bravo della FIAT.

## Wetten Dass Vienna
- 22 marzo 1997
- Vienna, Austria

Il 22 marzo Jarre eseguì sullo sfondo della Rathaus di Vienna Oxygéne 8 per lo show televisivo Wetten, dass..?.

## Oxygène Tour
- 1997
- Spettatori: 230.000

Nel 1997 Jarre partì per un tour europeo dedicato all'album Oxygène 7-13, proseguimento del famoso Oxygéne. Il tour partì e si concluse in Francia, rispettivamente a Tolone ed Orléans.

### Date del tour
- 3 maggio: Tolone, Francia, Le Zénith
- 7 maggio: Copenaghen, Danimarca, Valbyhallen
- 9 maggio: Stoccolma, Svezia, The Globe
- 10 maggio: Oslo, Norvegia, Oslo Spektrum
- 11 maggio: Göteborg, Svezia, Scandinavium
- 13 maggio: Lipsia, Germania, Messehalle
- 14 maggio: Berlino, Germania, Deutschlandhalle
- 16 e 17 maggio: Amburgo, Germania, Sportshalle
- 18 maggio: Stoccarda, Germania, Schleyer-Halle
- 20 maggio: Zurigo, Svizzera, AG Hallenstadion
- 22 maggio: Vienna, Austria, Stadthalle
- 23 maggio: Monaco di Baviera, Germania, Olympiahalle
- 24 maggio: Oberhausen, Germania, Arena
- 25 maggio: Francoforte sul Meno, Germania, Festhalle
- 27 maggio: Ginevra, Svizzera, Arena
- 30 maggio: Rotterdam, Olanda, Ahoy
- 31 maggio: Bruxelles, Belgio, Forest National
- 4 giugno: Glasgow, Scozia, Scotland's National Arena]
- 6 giugno: Birmingham, Inghilterra, NEC
- 7 giugno: Manchester, Inghilterra, Nynex Arena
- 8 e 9 giugno: Londra, Inghilterra, Wembley Arena
- 12 giugno: Copenaghen, Danimarca, Valbyhallen
- 14 giugno: Oslo, Norvegia, Oslo Spektrum
- 17 giugno: Helsinki, Finlandia, Hartwall Arena
- 21 giugno: Katowice, Polonia, Spodek Arena
- 22 giugno: Praga, Repubblica Ceca, Sportshalle
- 24 giugno: Budapest, Ungheria, Sportshalle
- 16 giugno: Milano, Italia, Forum
- 11 ottobre: Grenoble, Francia, Palais des Sports
- 14 ottobre: Strasburgo, Francia, Hall Rhenus
- 15 ottobre: Amnéville, Francia, Galaxie
- 16 ottobre: Parigi, Francia, Le Zénith
- 17 ottobre: Lilla, Francia, Le Zénith
- 18 ottobre: Caen, Francia, Le Zénith
- 20 ottobre: Orléans, Francia, Le Zénith

### Lista tracce
(La lista tracce variava di concerto in concerto, ma i brani eseguiti furono i seguenti)
- "Oxygène 7"
- "Chronologie 6"
- "Equinoxe 7"
- "Magnetic Fields 1"
- "Oxygène 6"
- "Oxygène 10"
- "Oxygène 4"
- "Oxygène 11"
- "Souvenir of China"
- "Oxygène 2"
- "Magnetic Fields 2"
- "Oxygène 5"
- "Oxygène 8"
- "Oxygène 12"
- "Revolutions"
- "Equinoxe 4"

## Oxygen in Moscow
- 6 settembre 1997
- Mosca, Russia
- Spettatori: 3,5 milioni
- Quarto ingresso nel Guinness World Record

Jarre fu invitato ad un concerto per celebrare l'850º anniversario di Mosca. Con un'affluenza di 3,5 milioni questo fu il concerto record per affluenza nella storia della musica. Una videocassetta dell'evento fu pubblicata nel 1998 e, successivamente, venne rimasterizzata anche in DVD.

### Lista tracce
- "Rendez-Vous 2"
- "Ethnicolor"
- "Equinoxe 7"
- "Chronologie 6"
- "Magnetic Fields 1"
- "Oxygene 11"
- "Souvenir of China"
- "Equinoxe 4"
- "Oxygene 7"
- "Oxygene 10"
- "Oxygene 2"
- "Magnetic Fields 2"
- "Oxygene 4"
- "Chronologie 4"
- "Oxygene 8"
- "Oxygene 12"
- "Revolutions"
- "Rendez-Vous 4"
- "Oxygene 13"

## France Festival Tokyo
- 29 e 30 aprile 1998
- France Festival, International Exhibition Centre, Tokyo, Giappone
- Spettatori: 1.000

## Nuit Électronique
- 14 luglio 1998
- Parigi, Francia
- Spettatori: 600.000

Jarre ritornò alla Torre Eiffel nel Giorno della Bastiglia 1998, 3 anni dopo il "Concert For Tolerance", accompagnato da vari artisti dance come Apollo 440 e Testuya Komuro. L'evento fu organizzato in chiusura del Campionato Mondiale di calcio 1998, che fu organizzato e vinto dalla Francia. Dall'evento fu tratta una videocassetta, Rendez-Vous 98 Electronic Night, pubblicata in Giappone come parte del boxset TK 1998 Latest Works Tetsuya Komoro.

### Lista tracce
- "Rendez-Vous 98" (@440 Remix)
- "Together Now Instrumental"
- "Together Now Parlez-Vous Français Mix"
- "Oxygene 7 DJ Cam remix"
- "Oxygene in the Ghetto"
- "Eldorado / UNESCO Theme Japan"
- "Oxygene 8 Hani's Oxygene 303"
- "Paris Underground"
- "Oxygene 13 TK Remix"
- "Oxygene 10" (@440 remix dub)
- "Oxygene 10 Resistance D Treatment"
- "Oxygene 8 Sunday Club"
- "Oxygene 12"
- "Revolutions"

## Jarre@ iMac night Apple Expo
- 18 settembre 1998
- Paris Expo Porte de Versailles, Francia
- Audience: 6.000

Concerto sponsorizzato per la promozione dell'Apple iMac.

### Lista tracce
- "Oxygene 10 Trancengenics 1"
- "Chronologie 6"
- "Oxygene 8 Hani's Oxygene 303"
- "Paris Underground"
- "Souvenir of China"
- "Equinoxe 4"
- "Oxygene 10 Resistance D Treatment"
- "Oxygene 8 Sunday Club"
- "Oxygene 2"
- "Oxygene 11"
- "Oxygene 12"
- "Revolutions"
- "Oxygene 13"

## The Twelve Dreams of the Sun
- 31 dicembre 1999/1º gennaio 2000
- Giza, Egitto
- Spettatori: 120.000

## Metamorphoses Showcase
- 31 gennaio 2000
- Man Ray, Parigi, Francia
- Audience: 400

Il giorno della pubblicazione dell'album Métamorphoses, Jarre suonò per la presentazione del disco al locale Man Ray, a parigi. All'evento assistettero 400 persone.

### Lista tracce
- "Je me Souviens"
- "Hey Gagarin"
- "Millions of Stars"
- "C'Est la Vie"
- "Miss Moon"
- "Bells"
- "Rendez-vous à Paris"
- "Tout Est Bleu"
- "Give Me a Sign"
- "Gloria, Lonely Boy"

## Rendez-Vous in Space
- 1º gennaio 2001
- Okinawa, Giappone
- Audience: 20.000

Per il primo giorno del 2001, Jarre tenne un concerto con Testuya Komuro e lo scrittore Arthur C. Clarke per celebrare l'inizio del XXI secolo ad Okinawa, in Giappone, con 20.000 spettatori. L'intenzione manifestata di produrre un album con i brani suonati non andò a buon fine, perché il binomio Jarre-Komuro ebbe vita breve. Il brano Children of Space fu pubblicato dal francese nell'album Geometry of Love del 2003 con il nome di Velvet Road.

### Lista tracce
- "Overture Part 1 - Theme of 2001"
- "Overture Part 2"
- "The Voyage"
- "My Name is Arthur" (il brano venne poi utilizzato da Pierre Palmade)
- "Children of Space" (il brano venne poi incluso in Geometry of Love in una versione non corale dal titolo Velvet Road)
- "Nobody"
- "Rendez-Vous in Space"
- "Race in Space"

## Hymn to the Akropolis
- 20 giugno 2001
- Atene, Grecia
- Audience: 15.000

Il 19 e 20 giugno 2001 Jarre tenne due concerti all'Odeon of Herodes Atticus per devolvere i guadagni all'associazione greca Elpida. Un nuovo brano, Akropolis, composto con la stessa melodia di Give Me a Sign fu successivamente utilizzato nei concerti a Pechino e Danzica con nuovi titoli. Il concerto fu trasmesso in diretta dalla radio francese NRJ e dall'emittente tv Metropole 6.

### Lista tracce
- "Oxygene 4"
- "Oxygene 2"
- "Equinoxe 4"
- "Magnetic Fields 2"
- "Je Me Souviens"
- "Chronologie 3"
- "Oxygene 8"
- "Magnetic Fields 1"
- "Ethnicolor" (first concert only)
- "Four Seasons" Vivaldi Tribute
- "Gloria Lonely Boy"
- "Oxygene 13"
- "Souvenir of China"
- "Equinoxe 7"
- "Chronologie 6"
- "Rendez-Vous 2"
- "Oxygene 12"
- "Revolutions"
- "Akropolis"
- "Rendez-Vous 4"

## Le Printemps de Bourges
- 12 aprile 2002
- Bourges, Francia
- Audience: 100

Gli organizzatori del festival annuale invitarono Jarre a prendere parte all'evento il 12 aprile 2002. 100 persone assistettero all'evento dove Jarre si esibì in brani completamente nuovi e rivisitazioni di suoi successi. Nel 2006 i brani del concerto vennero raccolti e rinominati nell'album Live Printemps de Bourges 2002, distribuito esclusivamente per il download digitale su iTunes.

### Lista tracce
- "AOR Bleu"
- "Metamorphoses"
- "Bourges 1"
- "Bourges 2"

## Aero - Tribute to the Wind
- 7 settembre 2002
- Aalborg, Danimarca
- Audience: 35.000

Jarre tenne un concerto al Gammel Vraa Enge Windmill Park vicino alla città di Aalborg in Danimarca, il 7 settembre 2002, con 35.000 spettatori. La band danese Safri Duo collaborò al brano Aero, che era in realtà il brano Bourges 2 dal concerto precedente, e a Fourth Rendez-Vous. Il concerto fu trasmesso live da varie emittenti TV in tutto il mondo.

### Lista tracce
- "AERO Introduction"
- "Oxygene 4"
- "Chronologie 6"
- "Oxygene 2"
- "Equinoxe 4"
- "Magnetic Fields 2"
- "Millions of Stars"
- "Equinoxe 7"
- "Magnetic Fields 1"
- "Oxygene 8"
- "Souvenir of China"
- "Light My Sky"
- "Oxygene 12"
- "Rendez-Vous 2"
- "Aero"
- "Rendez-Vous 4"
- "Oxygene 13"

## Live in Beijing
- 10 ottobre 2004
- Pechino, Cina
- Audience: 15.000

Jarre si esibì in due concerti a Pechino, il primo alla Città Proibita e il secondo a Piazza Tiananmen, entrambi il 10 ottobre 2004. 15.000 spettatori selezionati e qualche altra persona che era riuscita ad aggiudicarsi i biglietti assistettero al concerto, a cui collaborarono vari musicisti locali e che venne registrato in 5.1. Nel 2005 venne pubblicato un doppio album, con CD e DVD riguardante l'evento, Jarre in China, contenente anche vari extra. Il concerto fu trasmesso in diretta dalla TV cinese nazionale CCTV.

### Lista tracce
- "Forbidden City"
- "Aero"
- "Oxygene 2"
- "Oxygene 4"
- "Geometry of Love"
- "Band in the Rain"
- "Equinoxe 4"
- "Voyage à Pékin"
- "Chronologie 6"
- "Zoolookologie"
- "Aerozone"
- "Aerology"
- "Chronologie 3"
- Vivaldi "Summer"
- "Fishing Junks at Sunset"
- "Rendez-Vous 4"
- "Souvenir of China"
- "Rendez-Vous 2"
- "Aerology Neimo Remix"
- "La Foule"
- "Tiananmen"
- "Oxygene 13"

## Once Upon A Time
- 2 aprile 2005
- Copenaghen, Danimarca, Parken Stadium
- Spettatori: 28.000

Jarre si esibì in Second Rendez-Vous per celebrare il bicentenario di Hans Christian Andersen.

## Salle des Étoiles
- 6 e 7 agosto 2005
- Montecarlo, Monaco
- Spettatori: 1.500 e 1.100 (totale 2.600)

Jarre tenne due mini-concerti il 6 e 7 agosto al Casinò di Montecarlo, durante il festival estivo del casinò. 1.500 e 1.100 persone rispettivamente assistettero all'evento.

### Lista tracce
- "Oxygene 2"
- "Aero"
- "Band in the Rain"
- "Oxygene 4"
- "Souvenir of China"
- "Aerology"
- "Equinoxe 3"
- "Equinoxe 4"
- "Geometry of Love"
- "Zoolookologie"
- "Aerozone"
- "Chronologie 6"
- Vivaldi Tribute
- "Rendez-Vous 2"
- "Oxygene 12"
- "Oxygene 13"

## ("Solidarnosc") Space of Freedom
- 26 agosto 2005
- Danzica, Polonia
- Audience: 170.000

## LinX Live Event
- 10 settembre 2005
- Alfacam studios, Lint, Belgio
- Spettatori: 1.000

Concerto nella cerimonia d'apertura dell'Eurocam Media Centre, registrato in HD. Jarre si esibì insieme a Claude Samard, Francis Rimbert e l'Orchestra Sinfonica.

### Lista tracce
- "Aero"
- "Oxygene 2"
- "Light My Sky"
- "Equinoxe 4"
- "Oxygene 12"
- "Rendez-Vous 2"

## Water for Life
- 16 dicembre 2006
- Merzouga (Sahara), Marocco
- Spettatori: 15.000

Nel suo ruolo di ambasciatore dell'UNESCO, Jarre tenne un concerto nel deserto del Sahara, dove si esibì con circa 60 musicisti locali.

### Lista tracce
1. "Intro Saturée" - 3'50
2. "Suite for Flute"
3. "Oxygene 2"
4. "Miss Moon"
5. "Oxygene 7"
6. "Space of Freedom" ("March 23")
7. "Chronologie 6"
8. "Millions of Stars"
9. "Oxygene 4"
10. "Education" ("Revolution, Revolutions", nuovo testo)
11. "Gagarin" (Hey Gagarin)
12. "Light My Sky" ("Tout Est Bleu", nuovo testo)
13. "Oxygene 12"
14. "Chronologie 2"
15. "C'est la Vie"
16. "Theremin Memories"
17. "Souvenir of China"
18. "UNESCO Theme" ("Eldorado")
19. "Rendez-Vous 4"
20. "Rendez-Vous 2"

## Téo & Téa showcases
Per promuovere l'album Téo & Téa, Jarre tenne tre esibizioni:
- 28 marzo 2007: Alfacam studios, Lint, Belgio.
- 15 aprile 2007: Queen Club, Parigi, Francia.
- 20 maggio 2007: VIP Room, Cannes, Francia.

## Oxygène 30th Anniversary Tour
Il 19 settembre 2007 Jarre ha registrato di nuovo l'album Oxygène per il 30º anniversario, pubblicando Oxygène:New Master Recording.
Dopo la pubblicazione, il musicista si esibì in 10 concerti al Teatro Marigny, sugli Champs-Élysées di Parigi dal 12 al 26 dicembre 2007. Nel 2008 Jarre è partito per un tour europeo.

### Date del tour
- 1º marzo Milano, Palazzo Del Ghiaccio (solo per invitati)
- 16 marzo Glasgow, UK, Royal Concert Hall
- 18 e 19 marzo: Dublino, Irlanda, National Concert Hall
- 22 marzo: Monaco di Baviera, Germania, Philharmonie
- 24 marzo: Bruxelles, Belgio, Royal Theatre
- 25 marzo: Amsterdam, Paesi Bassi, Carré
- 27 marzo: Birmingham, UK, Symphony Hall
- 28 marzo: Manchester, UK, Opera House
- 30 marzo: Londra, UK, Royal Albert Hall
- 1º e 2 aprile: Copenaghen, Danimarca, Falconer Salen
- 4 aprile: Stoccolma, Svezia, Circus
- 6 aprile: Amburgo, Germania, CCH1
- 7 aprile: Berlino, Germania, Friedrichstadtplast
- 9 aprile: Aarhus, Danimarca, Musikhuset
- 10 aprile: Skive, Danimarca, Kulturcenter Limfjord
- 12 aprile: Oslo, Norvegia, Konserthus
- 15 aprile: Francoforte sul Meno, Germania, Alte Oper
- 17 aprile: Città di Lussemburgo, Lussemburgo, Rockhal Esch/Alzette
- 21 aprile: Barcellona, Spagna, Liceu
- 22 aprile: Madrid, Spagna, Campo Naciones
- 23 aprile: Valladolid, Spagna, Theatre Miguel Delibes
- 25 aprile: Lisbona, Portogallo, Coliseu
- 27 aprile: Porto, Portogallo, Coliseu
- 29 aprile: Salamanca, Spagna, Gamerco
- 3 maggio: Zurigo, Svizzera, AG Hallenstadion
- 5 novembre: Roma, Italia, Gran Teatro
- 6 novembre: Milano, Italia, Teatro Arcimboldi
- 7 novembre: Lubiana, Slovenia, Hala Tivoli 2
- 8 novembre: Belgrado, Serbia, Belgrade Arena
- 10 novembre: Bucarest, Romania, Sala Polivalenta Hall
- 12 novembre: Budapest, Ungheria, Papp Laszlo Sports Arena
- 13 novembre: Praga, Repubblica Ceca, O2 Arena
- 17 novembre: Mosca, Russia, Kremlin Palace
- 19 novembre: San Pietroburgo, Russia, BKZ Oktyabrsky
- 21 novembre: Mosca, Russia, Kremlin Palace
- 23 novembre: Riga, Lettonia, Arena Riga
- 25 novembre: Vilnius, Lituania, Seimens Arena
- 28 novembre: Bratislava, Slovacchia, Pasienky Sports Hall
- 29 novembre: Košice, Slovacchia, Steel Arena
- 1º dicembre: Varsavia, Polonia, Torwar Hall

### Lista tracce
- Instruments Introduction/Tuning
- Prelude
- Oxygène (Part I)
- Oxygène (Part II)
- Oxygène (Part III)
- Variation I
- Oxygène (Part IV)
- Variation II
- Oxygène (Part V)
- Variation III
- Oxygène (Part VI)
- Variation IV
- Oxygène (Part XII)

Tracce aggiuntive:
- Oxygène (Part XIII)

## World In-Doors Arena Tour
Dal 2009 al 2010 Jarre partirà per il suo primo tour mondiale

### Date del Tour
- 4 maggio: Debrecen, Ungheria, Főnix Hall
- 5 maggio: Ostrava, Repubblica Ceca, CEZ Arena
- 6 maggio: Breslavia, Polonia, Hala Stulecia
- 8 maggio: Aarhus, Danimarca, Atletion NRGi Arena
- 9 maggio: Herning, Danimarca, Den Runde Hal @ MCH Messecenter
- 11 maggio: Malmö, Svezia, Malmö Arena
- 12 maggio: Göteborg, Svezia, Scandinavium
- 13 maggio: Oslo, Norvegia, Oslo Spektrum
- 14 maggio: Stoccolma, Svezia, Hovet
- 16 maggio: Helsinki, Finlandia, Hartwall Arena
- 20 maggio: Glasgow, UK, Clyde Auditorium @ SECC
- 22 maggio: Londra, UK, Wembley Arena
- 23 maggio: Manchester, UK, Evening News Arena
- 24 maggio: Birmingham, UK, National Indoor Arena
- 25 maggio: Amsterdam, Paesi Bassi, Heineken Music Hall
- 27 maggio: Bruxelles, Belgio, Forest National
- 28 maggio: Coblenza, Germania, Sporthalle Oberwerth
- 30 maggio: Zurigo, Svizzera, AG Hallenstadion
- 17 marzo 2010: Bordeaux, Francia, Patinoire Mériadeck
- 18 marzo: Nantes, Francia, Zenith
- 20 marzo: Marsiglia, Francia, Le Dôme
- 21 marzo: Nizza, Francia, Palais Nikaïa
- 23 marzo: Tolosa, Francia, Zenith
- 24 marzo: Lione, Francia, Halle Tony Garnier
- 25 marzo: Parigi, Francia, Bercy (Palais Omnisports)
- 26 marzo: Strasburgo, Francia, Zenith

### Lista tracce
- Industrial Revolution 2
- Magnetic Fields 1
- Equinoxe 7
- Oxygene 2 (with Theremin Intro)
- Oxygene 12
- Rendez-vous III (Laser Harp)
- Souvenir Of China
- Magnetic Fields 2
- Oxygene 5
- Variation III
- Equinoxe 4
- Equinoxe 5
- Chronologie 6
- Chronologie 2
- Calypso 3 (Fin de Siecle)
- Oxygene 4
- Rendez-vous II

Brani aggiuntivi:
- Industrial Revolution 2 (Reprise)
- Oxygene 4 (Reprise)